# LGV Nuremberg – Erfurt
La LGV Nuremberg – Erfurt est une ligne à grande vitesse allemande entre Nuremberg, en Bavière, d'une part, et Erfurt, en Thuringe, d'autre part. Ouverte le 10 décembre 2017, elle est longue de 191 km.